# Böre-vár
A Böre-vár vagy Bere-vár Somogy vármegye egyik középkori emléke. A Ságvár község külterületén található vármaradványok egy meredek oldalú domb tetején találhatók, ma erdővel benőve.

## Története
Ságvár környékéről a középkorból két Bere nevű település is ismert, ezek a már akkor létező vár váraljatelepülései lehettek. A két falut írásban először 1229-ben említették, de már jóval korábban létezhettek: valószínű, hogy mind Ság, mind Bere, mind a szintén közeli Berény neve a legkésőbb a 11. században ide telepített katonáskodó, kabar népek (fejedelmi és királyi segédnépek) neveiből ered. Györffy György véleménye szerint ezeket a népeket a (Somogyhoz sok szállal kötődő, itt fontos birtokközpontokkal rendelkező) Koppány vezérrel szemben álló Géza és fia, István telepíthette be a térségbe. A 19. században Pesty Frigyes úgy vélekedett, a Bere-várban lakott maga Koppány is.
Valószínű, hogy a vár még sokáig létezett, de pusztulásáról nem tudunk pontos adatokat. Egy 1812-es írásban, amely az innen mintegy 3 km-re délre található Szentlászlópusztával (Szentlászlómonostorával) volt kapcsolatos, szintén említették a várat, de már csak mint „valamely vár”, amelynek a sáncai láthatók, és amelyből állítólag egy földalatti járat vezetett Ságvárig. Ennek a járatnak a létezésére nincs bizonyíték.
1987-ben Nováki Gyula és Sándorfi György végzett felméréseket a maradványoknál: ezek során egy középkori cserepet is találtak.

## Leírás
A vár Somogy vármegye északkeleti részén, a Ságvár és Lulla-Jabapuszta közötti erdőben található a Szent László-hegy egyik északi nyúlványán, a Börevárhegyen. A kétrészes vár teljes területe 150 m × 57 m, 0,67 hektár, a két rész platójának összes területe 0,05 hektár.
A keskeny, meredek gerincet, amely a vártól délre folytatódik, a vár déli oldalánál két helyen átvágták: egy 18 méter széles, 5 méter mély és egy 25 méter széles, 7 méter mély keresztező árokkal. Ezektől északra található az első várrész platója, amely mintegy 30 m hosszú és 5–11 m széles. Ennek nyugati és keleti oldalát, 10–11 méteres szintkülönbséggel, egy-egy 1–2 m mély árok kíséri. Ezen árkok közül a nyugati az északi végén felkanyarodik az első vár alá, és ott ér véget, míg a keleti tovább halad egyenes vonalban a második várrész alatt. Ennek a második várrésznek a platója az elsőnél 9 méterrel alacsonyabban kezdődik egy újabb átvágás után, és erősen lejt észak felé. A végén újra két bevágás következik, amelyek szélessége 12–15, mélysége 3–6 méter, ezeken túl pedig már csak a hegyoldal meredek lejtője található. Ezt a második várat szintén egy-egy árok szegélyezi nyugatról és keletről: a keleti oldalon az első vár árkának előbb említett folytatása, nyugaton egy új árok, amelynek déli vége elmosódik. Mindkét árok északi vége felkanyarodik a második várrész északi vége alá.
Érdekes, védelmi célokat szolgáló megoldások találhatók a várhoz délről vezető keskeny gerincen: a gerinc két oldalán, egymástól 8–10 méterenként, a gerincre merőleges bevágások sorakoznak.

## Megközelítés
Bár a vár közigazgatásilag Ságvárhoz tartozik, legkönnyebben Lulla Jabapuszta nevű településrészének irányából érhető el az aliréti vadászház irányába induló, a völgyben haladó kiépített úton indulva, majd a sárga L jelzésű turistaúton a meredek dombra felkapaszkodva. Hosszabb útvonal a Siófok-Töreki felől érkező piros sáv turistajelzés, a Ságvár felől érkező sárga sáv, esetleg ez utóbbi két jelzés másik irányból: Bábonymegyer, illetve Nyim felől.

## Képek

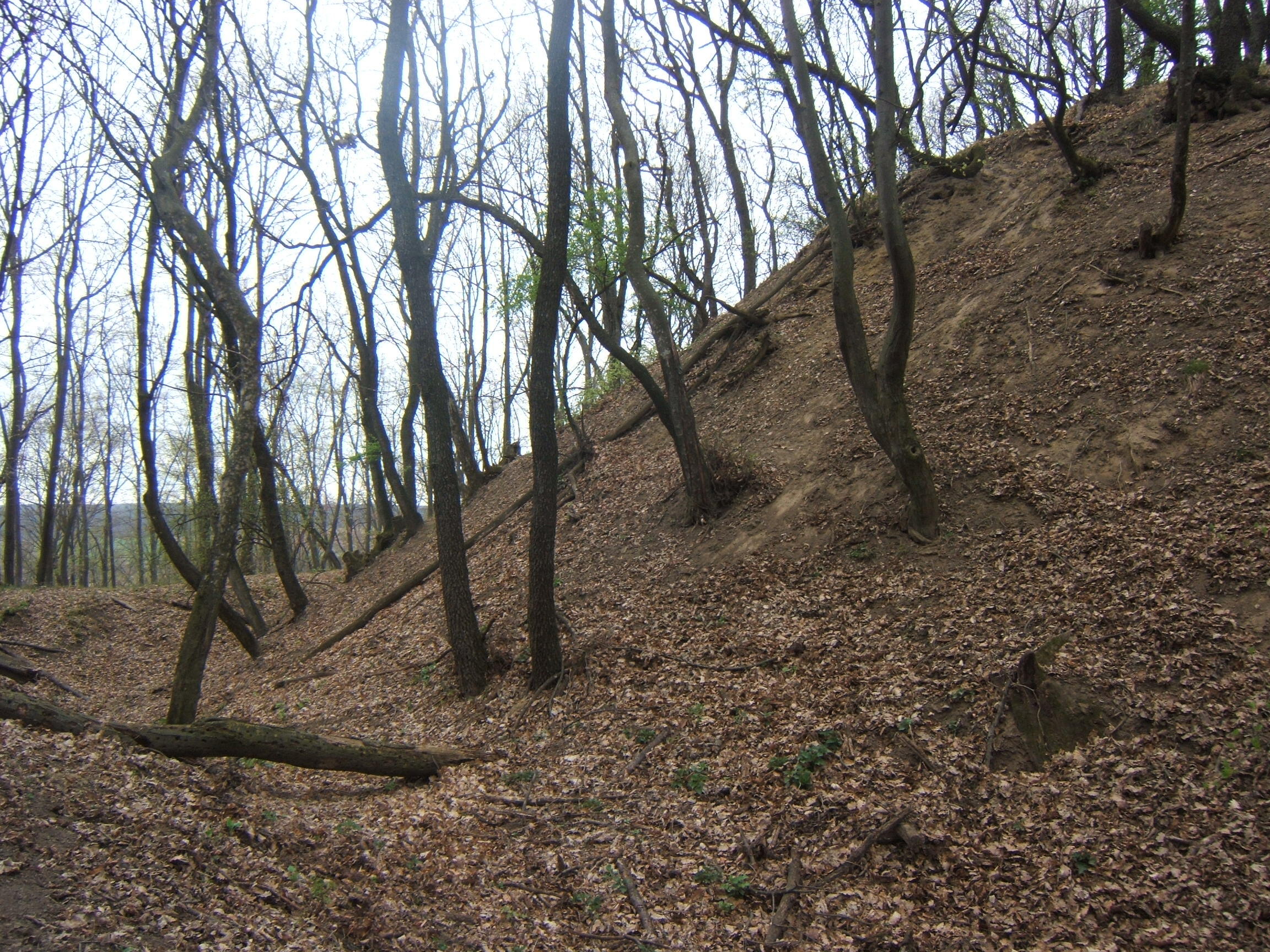
Jobbra a központi plató
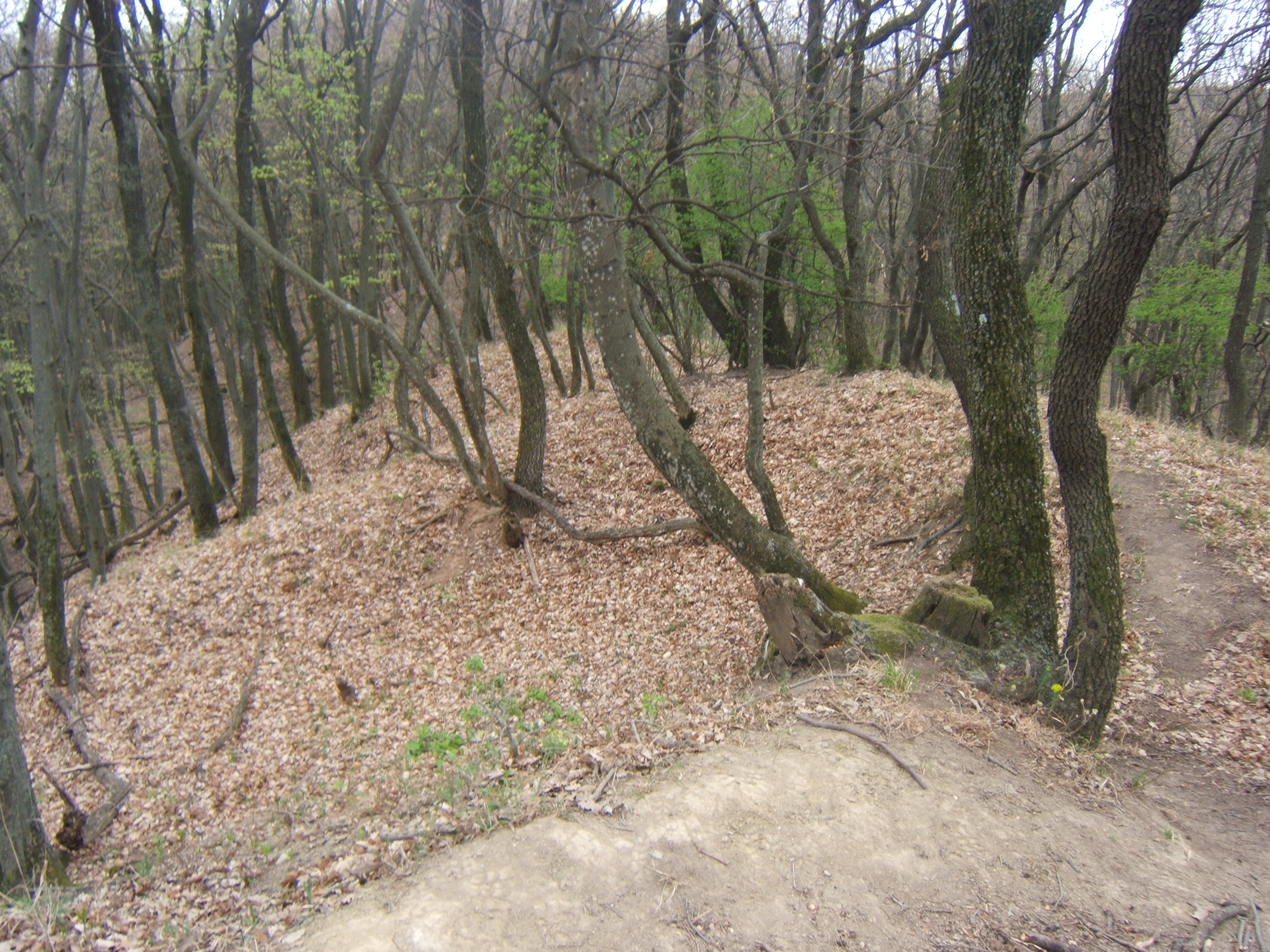
Felszínformák a központi plató tetején
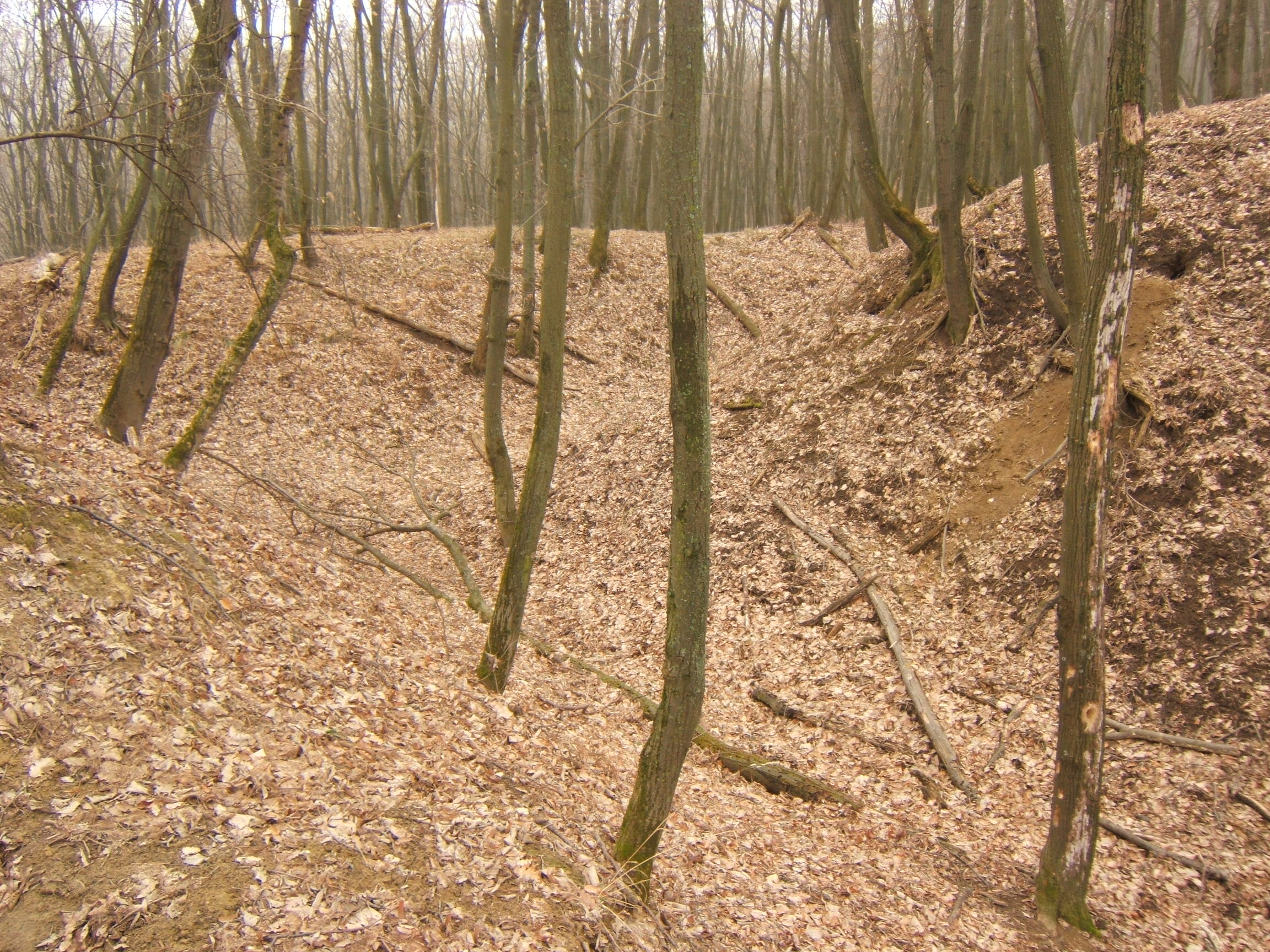
Kanyarodó árok
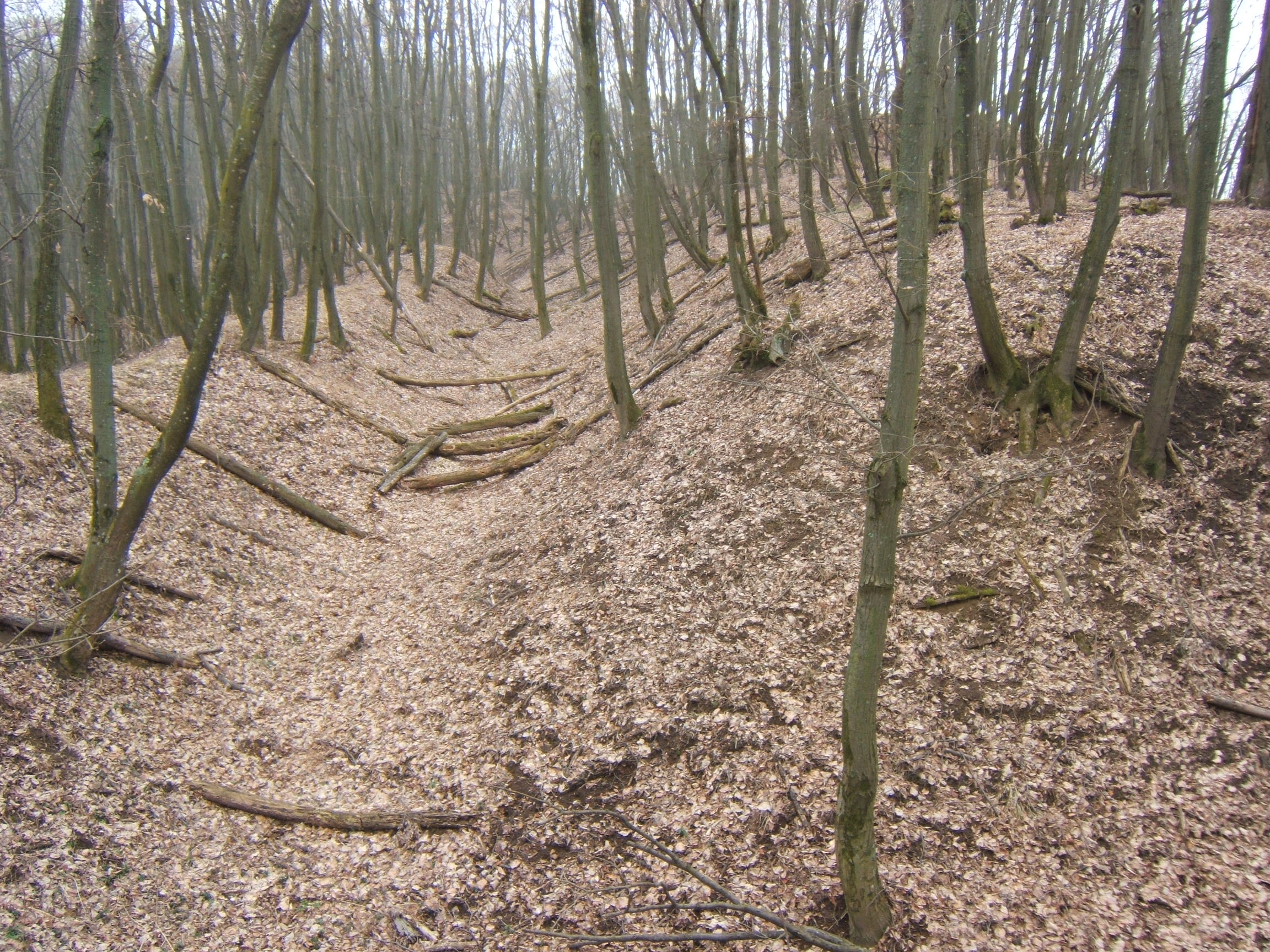
Hosszan elnyúló árok
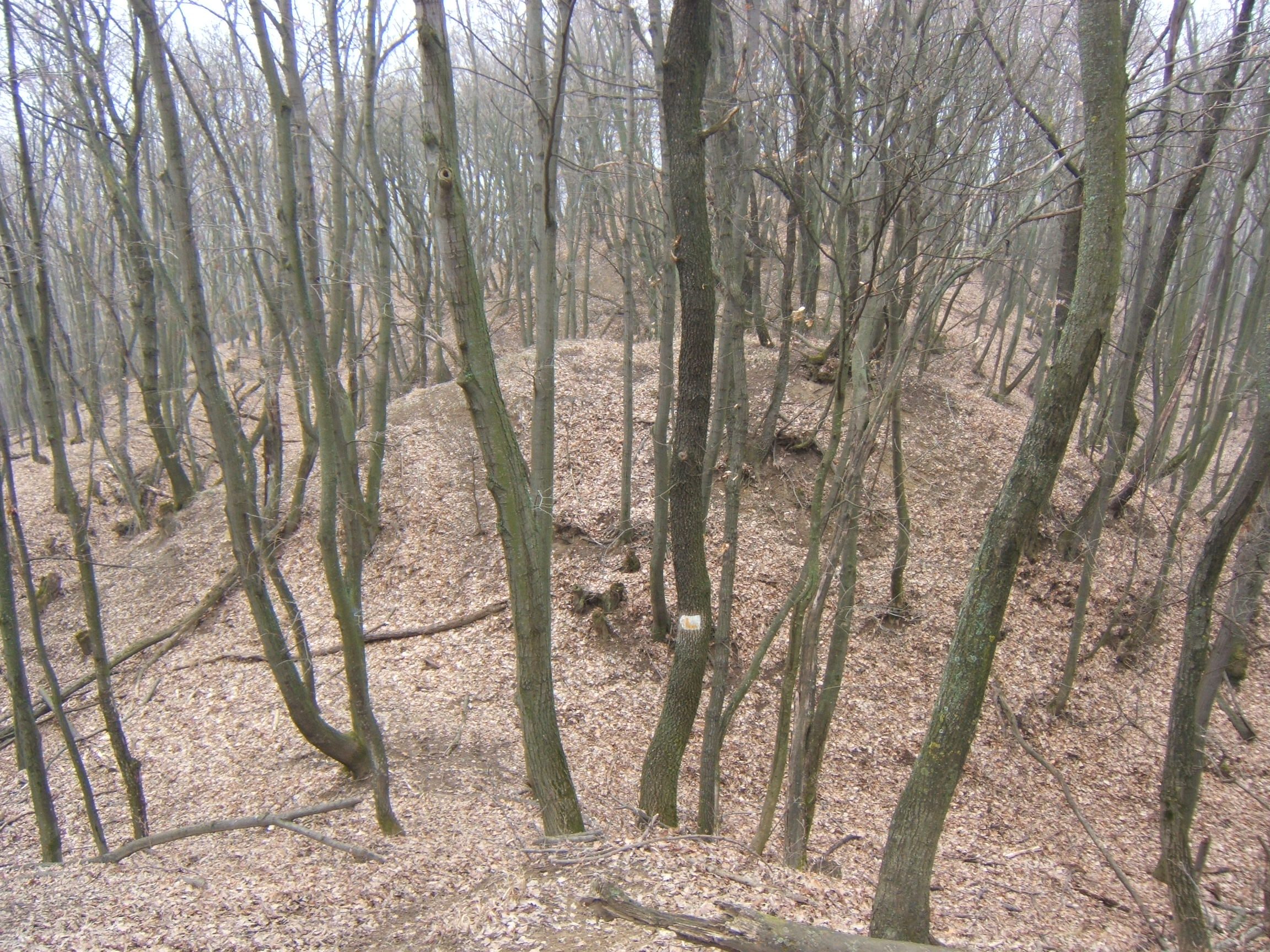
A valószínűsíthető előbástya dombja